# Morane-Saulnier MS.505
Il Morane-Saulnier MS.505 è un aereo da ricognizione con capacità STOL, monomotore, biposto e monoplano ad ala alta a semisbalzo, prodotto dal 1948 dall'azienda aeronautica francese Morane-Saulnier.

## Storia del progetto
Durante la seconda guerra mondiale la produzione dei velivoli bellici nella Germania nazista per la Luftwaffe era assegnata a diverse aziende aeronautiche, sia nel territorio nazionale che in quelli occupati. In Francia tra le altre era stata requisita la Morane-Saulnier a cui era stata assegnata la costruzione del noto velivolo a decollo ed atterraggio corto (STOL) Fieseler Fi 156 "Storch".
L'MS.505 è l'evoluzione di quel progetto, direttamente derivato dal precedente Morane-Saulnier MS.500 Criquet del 1944 che era a sua volta la copia dello Storch. La struttura risultava identica pur se raffinata nei dettagli ma la differenza più evidente tra i due modelli stava nell'adozione di un motore radiale di produzione statunitense, il Jacobs R-755-A2 da 305 CV (224 kW), 65 cavalli in più del Salmson-Argus AS 10 R 8 cilindri a V rovesciata impiegato precedentemente. La diversa tipologia del motore radiale comportava una maggiore sezione frontale a discapito dell'aerodinamica complessiva del velivolo, compensato tuttavia dalla maggiore potenza erogata, il che manteneva le prestazioni complessive a livello dei precedenti modelli.

## Utilizzatori
Francia
- Armée de l'Air

### Annotazioni
1. ↑  Le fonti non sono concordi nel citare la designazione del velivolo, talvolta, specie nelle fonti in lingua inglese indicato con il punto (MS.505), altre con un trattino (MS-505, fonti in lingua francese), e infine con lo spazio MS 505. Convenzionalmente e per uniformità con le fonti predominanti in lingua inglese, si è adottato la designazione con il punto.

### Fonti
1. ↑  (FR) Jean-Noël Passieux, Morane-Saulnier MS-500, su Air et Espace, http://jn.passieux.free.fr/index.htm. URL consultato il 13 giugno 2020.
2. ↑  Aviafrance, Morane-Saulnier MS-505.